# Carbondale (Illinois)
Carbondale város az USA Illinois államában. Lakosainak száma 21 857 fő (2020. április 1.).

## Népesség
A település népességének változása:
| Lakosok száma | 25 902 | 26 256 | 21 857 |
|               | 2010   | 2012   | 2020   |